# Bitno.net
Bitno.net je hrvatski katolički mrežni portal. Glavni urednik je Anto Mikić, a prvi glavni urednik bio je Petar Balta. Vlasnik portala jest Centar za cjeloviti razvoj.
Pripada najčitanijim katoličkim portalima u Hrvatskoj. Prema izboru »VIDI WEB TOP 100 – Najbolji web!« nalazio se među stotinu najboljih hrvatskih mrežnih stranica.
U 2012. godini portal je imao 2,35 milijuna posjeta i oko 10 milijuna čitanja.
Portal je pokrenuo i podcaste »Podcast Bitno.net-a« (voditelji povjesničar Anto Mikić i novinar Ivo Džeba) te »Povijesna četvrt« koju vodi povjesničar Trpimir Vedriš.
Portal se financira donacijama Kluba prijatelja portala, Zaklade Rhema i Agencije za elektroničke medije (AEM-a).

## Centar za cjeloviti razvoj
Centar za cjeloviti razvoj neprofitna je građanska udruga iz Splita osnovana 2011. godine. Osim portala bitno.net, udruga je suorganizator programskog sadržaja međunarodnih manifestacija Dani kršćanske kulture. Predsjednik udruge je Petar Balta.

## Vanjske poveznice
- kanal na YouTube-u